# Amélia Rey Colaço
Amélia Schmidt Lafourcade Rey Colaço Robles Monteiro (Lisboa, 2 de marzo de 1898 — ibíd. 8 de julio de 1990) fue una actriz y directora de teatro portuguesa, considerada la más prominente del teatro portugués del siglo XX. Su familia pertenecía a la aristocracia, siendo el padre, Alexandre Rey Colaço, compositor de música y profesor de los príncipes y la abuela, la célebre Madame Reinhardt, que poseía salón literario en Berlín. Amélia recibió desde niña una educación exquisita.